# 967 Helionape
967 Helionape је астероид главног астероидног појаса са пречником од приближно 11,97 .
Афел астероида је на удаљености од 2,600 астрономских јединица (АЈ) од Сунца, а перихел на 1,850 АЈ. 
Ексцентрицитет орбите износи 0,168, инклинација (нагиб) орбите у односу на раван еклиптике 5,413 степени, а орбитални период износи 1212,487 дана (3,319 године). 
Апсолутна магнитуда астероида је 12,10 а геометријски албедо 0,178.
Астероид је откривен 9. новембра 1921. године.